# Illinka (hromada Marjinka)
Illinka (ukr. Іллінка) – wieś na Ukrainie, w obwodzie donieckim, w rejonie pokrowskim, w hromadzie Marjinka. W 2001 liczyła 476 mieszkańców.